# Зуринское (сельское поселение)
Зуринское — упразднённое муниципальное образование со статусом сельского поселения в Игринском районе Удмуртии Российской Федерации.
Административный центр — село Зура.
К 18 апреля 2021 года упраздняется в связи с преобразованием района в муниципальный округ.

## История
Статус и границы сельского поселения установлены Законом Удмуртской Республики от 19 ноября 2004 года № 65-РЗ «Об установлении границ муниципальных образований и наделении соответствующим статусом муниципальных образований на территории Игринского района Удмуртской Республики»

## Население
| 2010  | 2012  | 2013  | 2014  | 2015  | 2016  | 2017  |
| ----- | ----- | ----- | ----- | ----- | ----- | ----- |
| 2981  | ↘2968 | ↘2967 | ↘2906 | ↘2863 | ↗2888 | ↘2851 |
| 2018  | 2019  | 2020  |       |       |       |       |
| ↘2833 | ↘2783 | ↘2710 |       |       |       |       |

## Состав сельского поселения
| №  | Населённый пункт   | Тип населённого пункта       | Население |
| -- | ------------------ | ---------------------------- | --------- |
| 1  | Выльгурт           | деревня                      | →0        |
| 2  | Зура               | село, административный центр | ↘2584     |
| 3  | Зуринский Шамардан | деревня                      | ↗55       |
| 4  | Искалмувыр         | деревня                      | →0        |
| 5  | Каргурезь          | деревня                      | ↘72       |
| 6  | Квардавозь         | деревня                      | ↗61       |
| 7  | Кук-Шамардан       | деревня                      | →0        |
| 8  | Люквыр             | деревня                      | ↗22       |
| 9  | Мувыр              | деревня                      | ↗22       |
| 10 | Оник-Ирым          | деревня                      | →111      |
| 11 | Седойлуд           | деревня                      | →0        |
| 12 | Турел              | деревня                      | ↘27       |
| 13 | Тышур              | деревня                      | ↗14       |